# Rhytidiaceae
Rhytidiaceae är en familj av bladmossor som beskrevs av Broth.. Rhytidiaceae ingår i ordningen Hypnales, klassen egentliga bladmossor, divisionen bladmossor, och riket växter.
Familjen innehåller bara släktet Rhytidium.